# 小林栄
小林 栄（こばやし さかえ、万延元年7月23日〈1860年9月8日〉 - 昭和15年〈1940年〉7月28日）は、日本の教育者。猪苗代日新館創始者。会津藩士の家に生まれる。現在の福島県猪苗代町出身。

## 人物
- 明治元年（1868年）の戊辰戦争に兄と共に従軍。兄は戦死した。
- 明治9年（1876年）、福島師範学校（現：福島大学人間発達文化学類）に合格。
- 明治11年（1878年）、同校を首席で卒業（1期生）し、教員となる。猪苗代高等小学校の主席訓導（教頭）および校長などを歴任した。彼の教え子の中には、後に世界的な医学者となった野口英世がいた。
- 明治44年（1911年）、猪苗代日新館を創立。
- 昭和15年（1940年）、79歳で死去。その直後に猪苗代日新館も廃校となった[1]。

## 逸話
- 野口英世の生涯の恩師として知られ、野口の伝記では必ず彼のことが紹介されている。
- 小林が猪苗代高等小学校の主席訓導（教頭）であった時、極貧の農家に生まれながらも尋常小学校の成績が抜群だった野口の才能に目をかけ、貧困のため進学をあきらめかけていた野口が高等小学校に通えるように取り計らった。当時、高等小学校に通うことができたのは一部の裕福な家庭の子息だけであったが、小林は野口のために自ら学費を援助しており、当時の野口に対する小林の期待の大きさがうかがえる。また、野口も小林の期待によく応えて勉学に励み、高等小学校での成績は常に首席であったと伝えられる。
- 野口は幼い時に囲炉裏で左手を大火傷しており、彼の左手の指は完全に癒着して全く動かない状態であった。そのことに深く同情した小林は、野口が高等小学校4年生の時、彼の左手を治療するために必要な費用を集めようと校内に募金を呼びかけたところ、教師たちはもとより生徒全員も進んで募金に協力してくれたため、野口は無事に左手の手術を受けることができたという。小林は野口が医師を目指すに当たり、野口が手術を受けた会陽医院で書生として住み込みで働くことを提案した[2]。
- 小林と野口の親交は、野口が高等小学校を卒業してからも途絶えることはなく、野口が医学の研究のために故郷を去ってからは、残された野口の家族を小林が支え続けていた。野口は生涯にわたって小林を義理の父と慕っており、野口が小林に宛てて書いた手紙にはすべて「父上様」と記されている。
- 野口の本来の名前は「清作」であったが、野口が医師免許を取得して間もない頃に知人から勧められて坪内逍遥の「当世書生気質」という小説を読んだところ、作中に野々口精作という彼によく似た名前の自堕落な書生が登場していることに野口は強い衝撃を受け、清作という自分の名前が嫌になったので名前を変えたいと小林に相談を持ちかけた。相談を受けた小林は深く考えた末に、世にすぐれるという意味の「英世」という名前を野口に与えたとする逸話がある（「野口英世」の項目を参照）[3]。

## 著書
- 『野口英世の思出』（岩波書店、1941年）

## 登場する映画
- 遠き落日（1992年） 演じた俳優：仲代達矢